# كووبيون بالوسيورا
كووبيون بالوسيورا (بالفنلندية: Kuopion Palloseura) نادي كرة قدم فنلندي، مقره في مدينة كووبيو.

## معرض صور

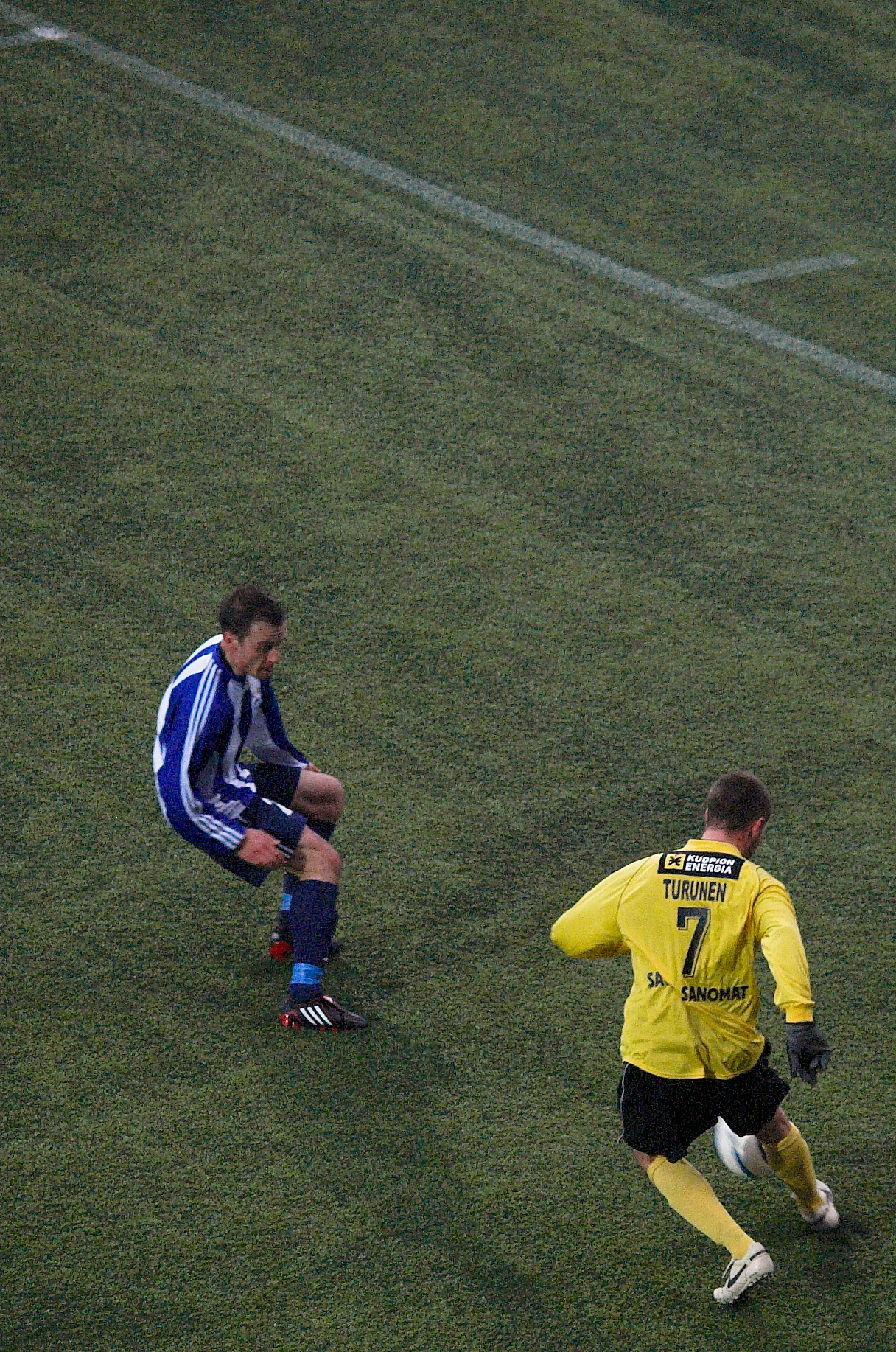
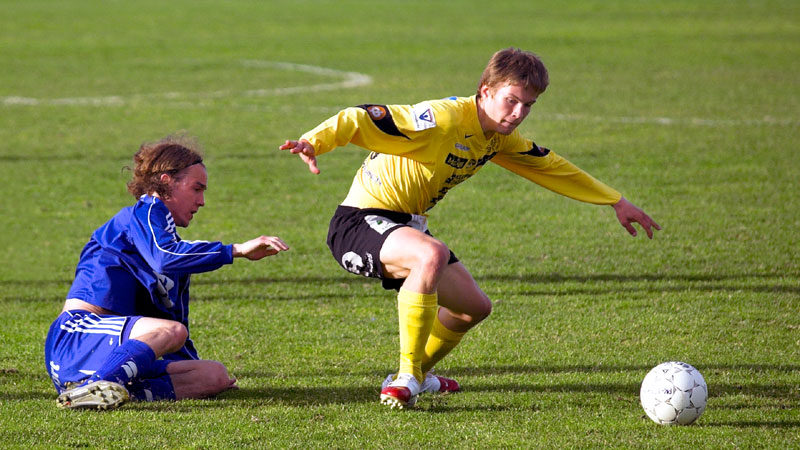
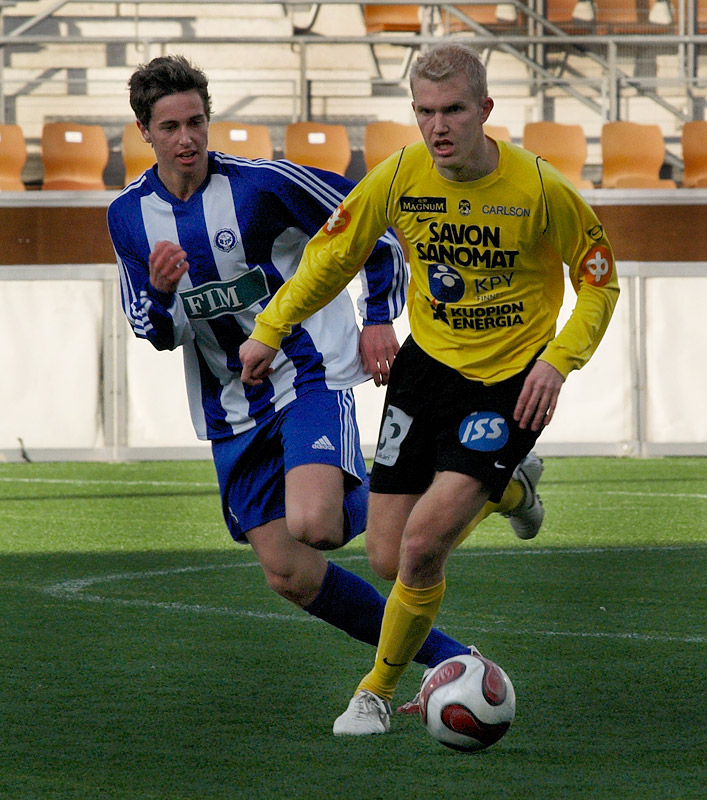
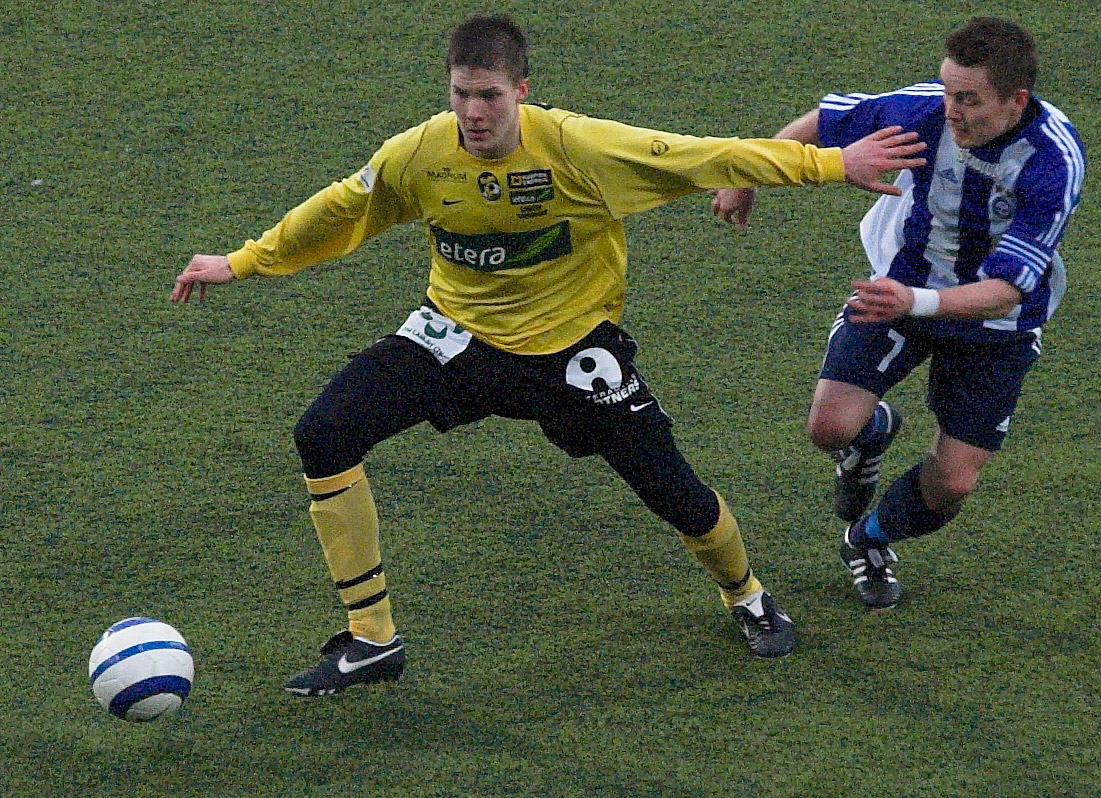